# Наджар, Ханнибал
Ханнибал Наджар (англ. Hannibal Najjar; 1953) — тринидадский футбольный тренер.

## Биография
С молодых лет занимался научной и преподавательской деятельностью. Затем Наджар перешел в тренерское дело. К 35 годам он успел поработать с различными юношескими и молодёжной сборными страны. В 2002 году специалист возглавил сборную Тринидада и Тобаго, параллельно занимая должность технического директора в местной федерации. Но у руля национальной команды Наджар продержался всего пять игр. Он был уволен из-за неудовлетворительного выступления «воинов сока» в отборочном этапе Золотого кубка КОНКАКАФ.
После работы со сборной наставник вернулся в науку. В настоящий момент он проживает и работает в США. В 2017 году Ханнибал Наджар получил докторскую степень в области педагогических наук в Линденвудском университете.